# Lentersdorf
Lentersdorf is een plaats in de Duitse gemeente Dietenhofen, deelstaat Beieren, en telt 15 inwoners.